# Dasychira pryeri
Dasychira pryeri är en fjärilsart som beskrevs av Butler 1885. Dasychira pryeri ingår i släktet Dasychira och familjen tofsspinnare. Inga underarter finns listade i Catalogue of Life.